# Charline von Heyl
Charline von Heyl (geb. 1960 in Mainz) ist eine deutsche Malerin. Sie gehört zu den bedeutendsten Malerinnen der Gegenwart und lebt und arbeitet in den USA.

## Leben
Charline von Heyl wuchs in Bonn auf, sie studierte an der Hochschule für bildende Künste Hamburg unter Jörg Immendorff und der Kunstakademie Düsseldorf unter Fritz Schwegler.
Anfang der 1990er Jahre umgab sie sich mit Künstlern wie Albert Oehlen, Sigmar Polke, Martin Kippenberger und Jörg Immendorf. Trotz ihrer guten Beziehung zu diesen wollte sie sich mit ihrem Kunststil von ihnen distanzieren. Als Friedrich Petzel ihr Mitte der Neunzigerjahre eine Einzelausstellung in seiner Galerie anbot, ging sie nach New York. Seitdem lebt und arbeitet sie abwechselnd in New York und in Marfa (Texas). Charline von Heyl ist mit dem Maler Christopher Wool verheiratet.
Besonders in den USA hat von Heyl in den letzten Jahren große Beachtung gefunden. So bezeichnete sie der New Yorker als die aufregendste amerikanische Künstlerin der Gegenwart.

## Zum Werk
Von Heyls abstrakte Arbeiten seit 2005 waren 2018 in ihrer bisher größten Einzelschau in den Deichtorhallen in Hamburg zu sehen. Die Bilder, meist 2 × 2 m groß, vermeiden einen einheitlichen Stil, sie weisen vielmehr Züge des Tachismus, der Informellen Kunst auf, erscheinen oft als spontane Einfälle. Konkret erkennbar sind gelegentlich Umrisse von Flaschen, Bowling-Kegeln. Ihren in Schwarzweiß gehaltenen, rhythmisch gestalteten Bildern fügt sie als „Pointe“ jeweils einen kleinen Farbfleck hinzu.

## Von Heyl in Sammlungen
Von Heyls Arbeiten wurden international in Einzel- und Gruppenausstellungen gezeigt und befinden sich in Sammlungen auf der ganzen Welt, darunter im Museum of Contemporary Art, Los Angeles; im Walker Art Center, (Minneapolis); im Museum of Modern Art und in dem Whitney Museum of American Art in New York; im San Francisco Museum of Modern Art; in der Tate Gallery, London; im Musée d’art moderne de la Ville de Paris und im Kunstmuseum Bonn.

## Einzelausstellungen (Auswahl)
- 1995: Charline von Heyl, Borgmann Capitain Galerie, Köln.
- 1996: Charline von Heyl, Friedrich Petzel Gallery, New York City, NY.
- 1997: Charline von Heyl, Künstlerhaus Bethanien, Berlin.
- 1998: Charline von Heyl, Galerie Gisela Capitain, Köln.
- 2004: Charline von Heyl, Secession, Wien.
- 2005: Concentrations 48: Charline von Heyl, Dallas Museum of Art, Dallas.
- 2008: Charline von Heyl, Capitain Petzel, Berlin.
- 2009: Charline von Heyl. Le Temps de Boire est Arrivé, Le Consortium, Dijon.
- 2012: Charline von Heyl: Now or Else, Tate Liverpool, Liverpool. Diese Ausstellung wanderte anschließend in die Kunsthalle Nürnberg und den Bonner Kunstverein.
- 2017: Charline von Heyl, Capitain Petzel, Berlin.[3]
- 2018: Snake Eyes, Deichtorhallen, Hamburg. Diese Ausstellung wanderte anschließend ins Museum Dhondt-Dhaenens, Deurle, und Hirshhorn Museum and Sculpture Garden, Washington, DC.[4]